# ستيف ستيرن
ستيف ستيرن (بالإنجليزية: Steve Stern)‏ هو سياسي أمريكي، ولد في 28 فبراير 1979. حزبياً، نشط في الحزب الديمقراطي.